# BMW i3
BMW i3 (BMW:s chassikod: I01) är en elbil, tillverkad av den tyska biltillverkaren BMW mellan 2013 och 2022. 
BMW:s första helt eldrivna bil vid namn Mega City Vehicle visades i konceptform på Frankfurtmässan 2011. Produktionen av bilmodellen, som samtidigt bytte namn till BMW i3, startade i Leipzig i september 2013.

BMW i3 gör 0 till 100 km på 7,3 sekunder med topphastigheter på 160 km/h. BMWi3 har en potentiell räckvidd på 307 km.

## Bilder

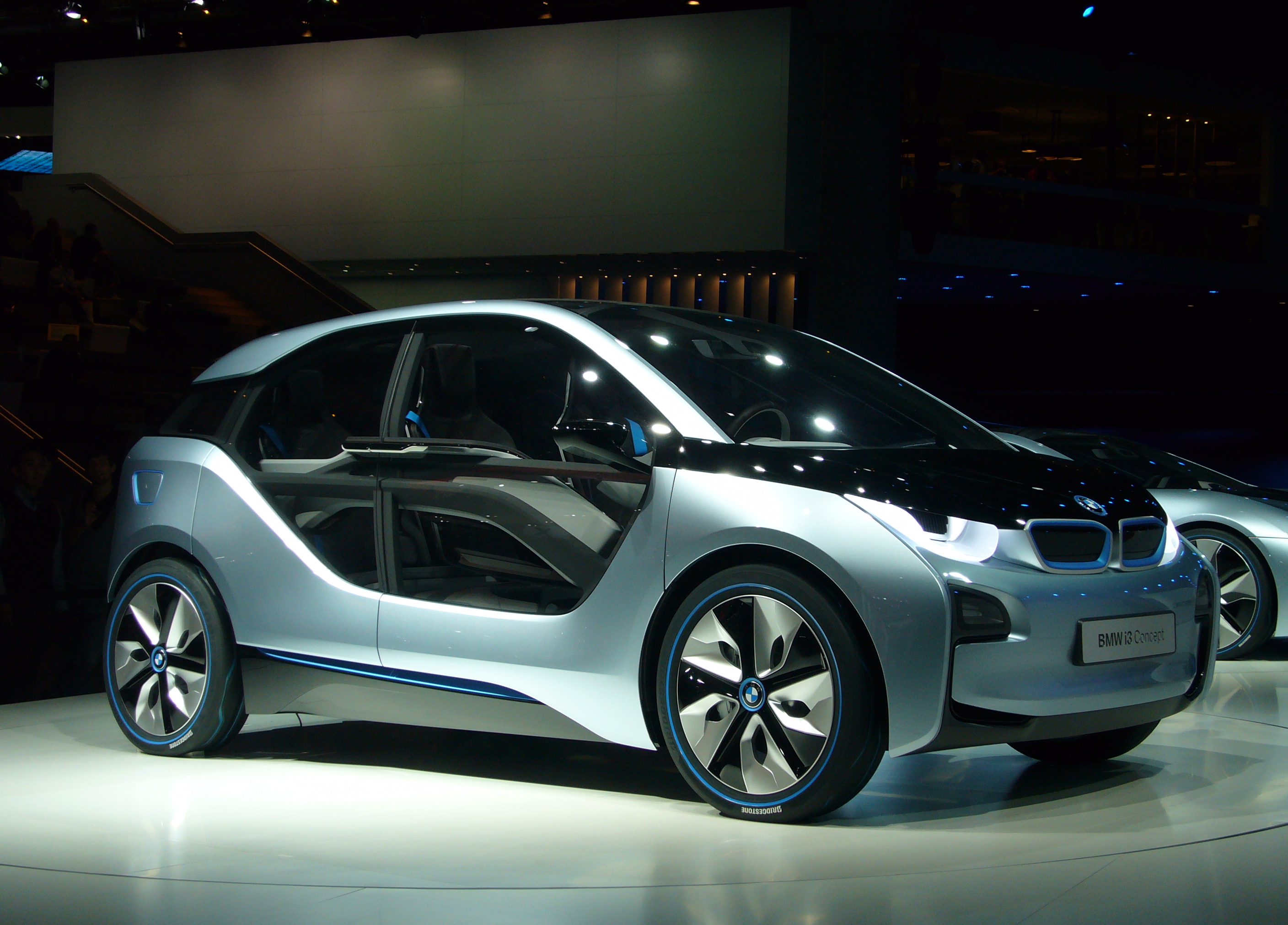
BMW i3 Concept 2011.